# Otto Sutermeister

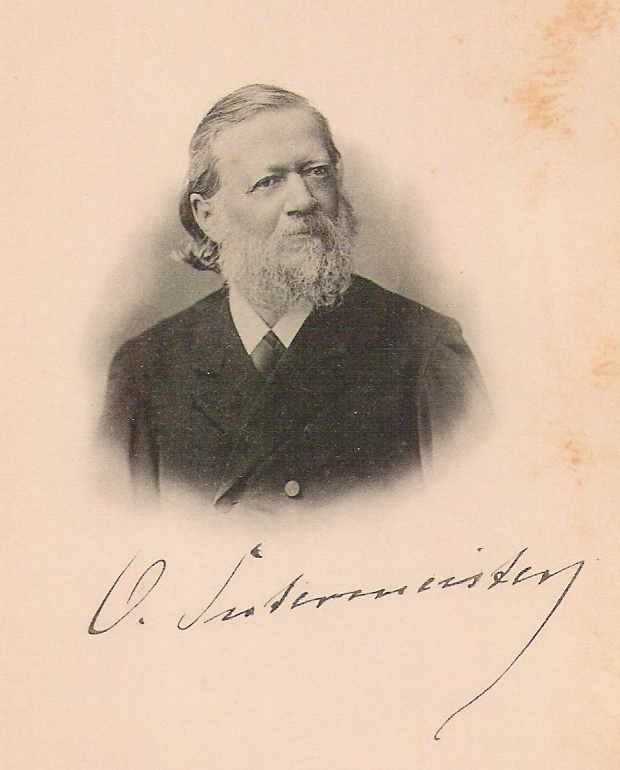
Otto Sutermeister

Friedrich Gottlieb Otto Sutermeister (* 27. September 1832 in Tegerfelden; † 18. August 1901 in Aarau) war ein Schweizer Pädagoge und, neben Ludwig Bechstein, einer der wichtigsten europäischen Volksmärchensammler.

## Leben

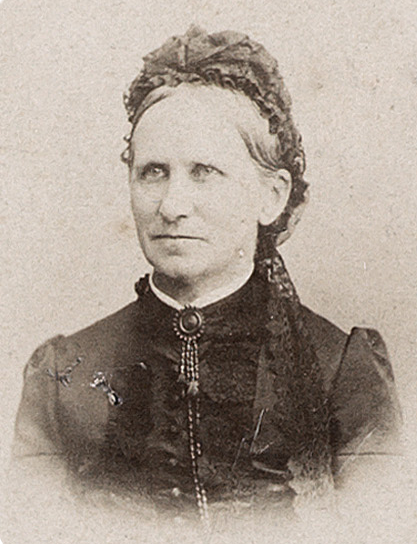
Ernestine Möhrlen (1832–1900), Sutermeisters Ehepartnerin

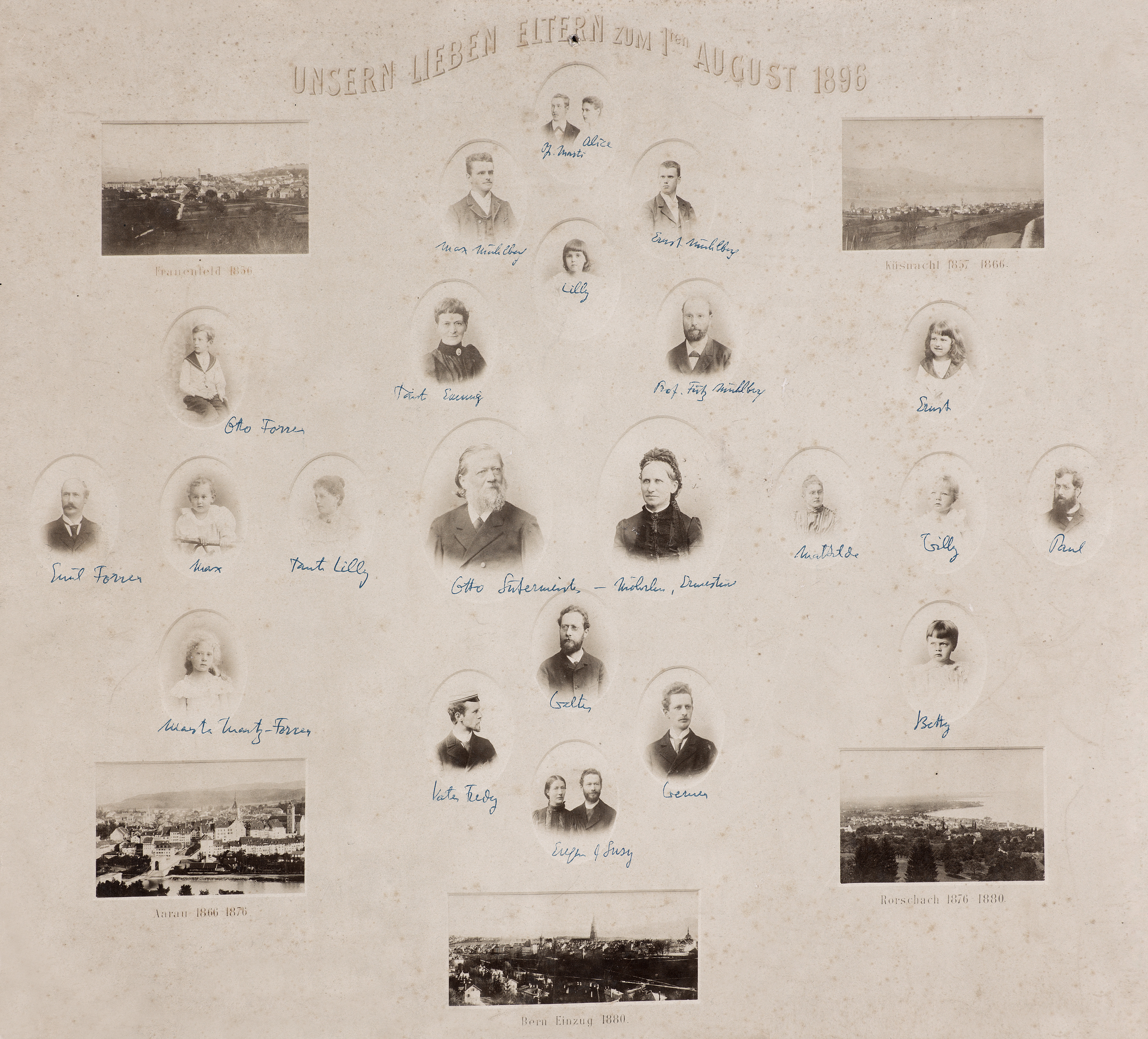
Lebensstationen von Otto Sutermeisters Familie: Frauenfeld 1856, Küsnacht 1857–1866, Aarau 1866–1876, Rorschach 1876–1880 und Bern ab 1880

Otto Sutermeister war ein Sohn des Zofinger Komponisten Heinrich Cornelius Sutermeister (1792–1855). Nach seinem Besuch des Gymnasiums in Aarau studierte Otto Sutermeister Philologie und Germanistik an der Universität Zürich. Er wirkte dann als Lehrer an Privaterziehungsanstalten in Payerne und in Paris. Nachdem er kurze Zeit an der Industrieschule in Winterthur gearbeitet hatte, übernahm er an der thurgauischen Kantonsschule Frauenfeld eine Lehrstelle für Deutsch und Französisch.
1856 heiratete Sutermeister Ernestine, Tochter von Christophe Moehrlen. Mit ihr hatte er sieben Kinder, welche das Erwachsenenalter erreichten: Emilie (1858–1922, ⚭ Friedrich Mühlberg), Lily (1859–1934), Eugen, Paul, Werner, Friedrich und Walter.
1857 wurde Sutermeister an das Zürcher Lehrerseminar in Küsnacht berufen, wo er bis 1866 unterrichtete. Anschliessend wirkte er bis 1873 als Professor an der Kantonsschule Aarau. Von 1876 bis 1880 amtete er als Direktor des St. Galler Lehrerseminars in Mariaberg, Rorschach (heute Teil der Pädagogischen Hochschule St. Gallen), und wechselte anschliessend an die Höhere Töchterschule Bern, wo er von 1880 bis 1890 als Lehrer wirkte. Ab dieser Zeit lebte auch Emma Rott, Lehrerin an der städtischen Mädchensekundarschule, in Sutermeisters Haushalt.
1890 wurde er ausserordentlicher Professor für deutsche Sprache und Literatur an der Universität Bern. 1900 demissionierte Sutermeister aus gesundheitlichen Gründen.
Ein Teilnachlass Sutermeisters befindet sich in der Burgerbibliothek Bern.

## Schaffen
Otto Sutermeister gilt als einer der bedeutendsten Sammler von Märchen, Sprichwörtern, Haussprüchen, Kinderreimen und Rätseln des 19. Jahrhunderts. Ab 1882 gab er die Reihe Schwizer-Dütsch heraus, die in schweizerdeutscher Mundart verfasste Erzählungen aus den Deutschschweizer Kantonen enthält (die Reihe wurde später von andern Herausgebern übernommen und erschien bis 1928). Sie wirkte als Katalysator für das breite Mundartschaffen, wie es sich ab etwa 1900 entwickelte. Überdies war er Korrespondent des Schweizerischen Idiotikons.
Sutermeister verfasste auch Kinder- und Jugendliteratur und war Herausgeber einer stark bearbeiteten nationalen Auswahlausgabe der Werke von Jeremias Gotthelf, mit welcher Gotthelf in die Tradition des freisinnigen Bundesstaates eingeschrieben werden sollte. Er bekannte dazu im Vorwort der illustrierten Prachtausgabe, man habe nur «überflüssige, parteipolitische und derbe (Rohheiten und Cynismen)» Passagen gekürzt oder gestrichen.

## Kinder

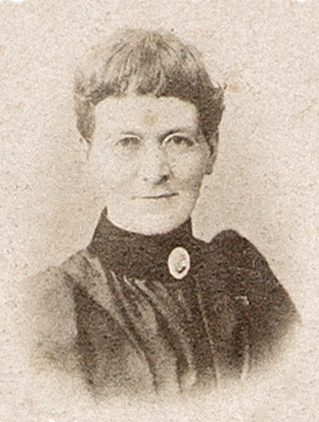
Emilie Mühlberg, 1858–1922
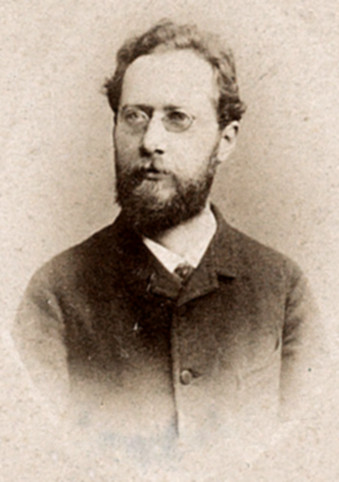
Walter Sutermeister, 1861–1922
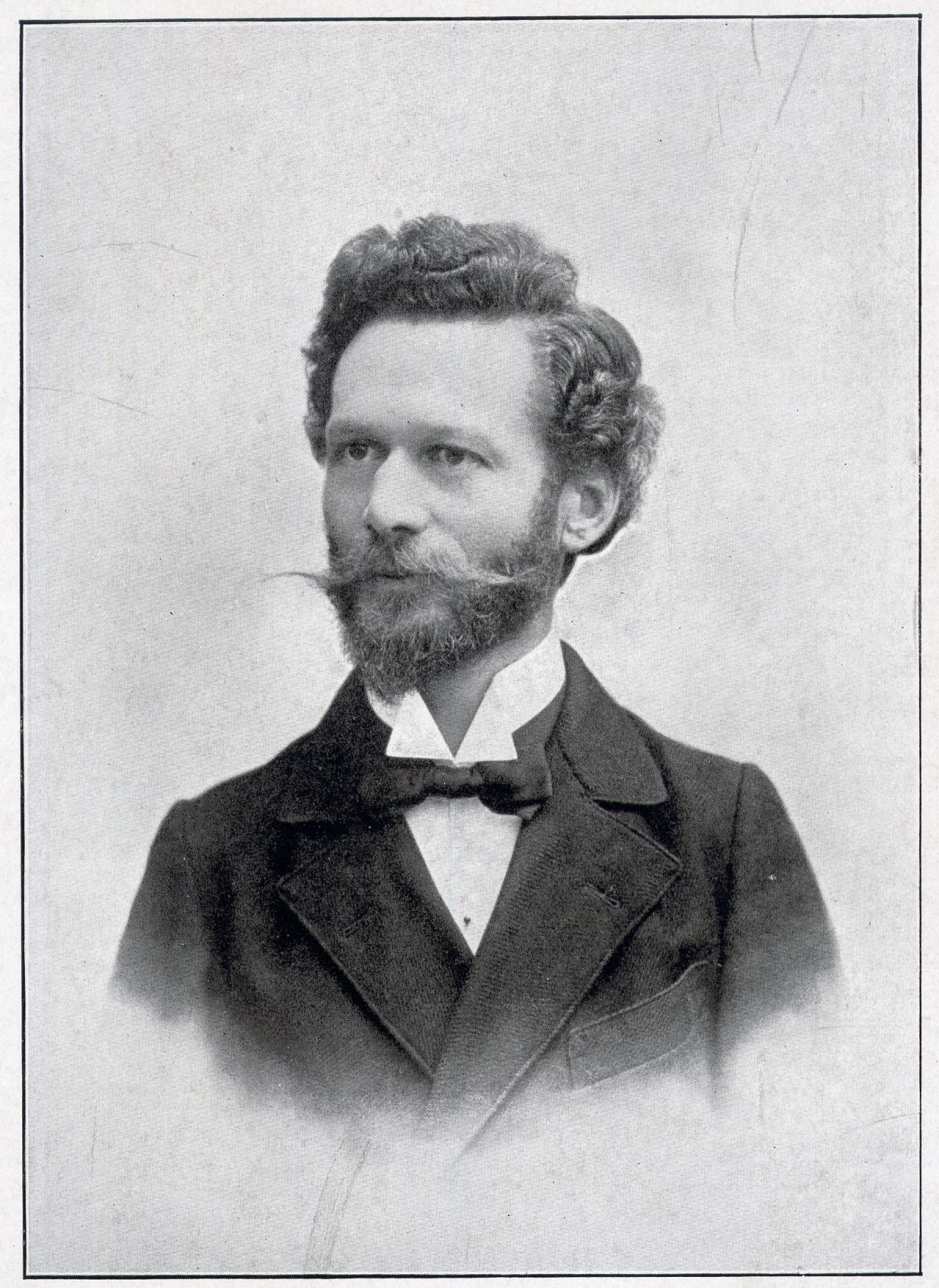
Eugen Sutermeister, 1862–1931
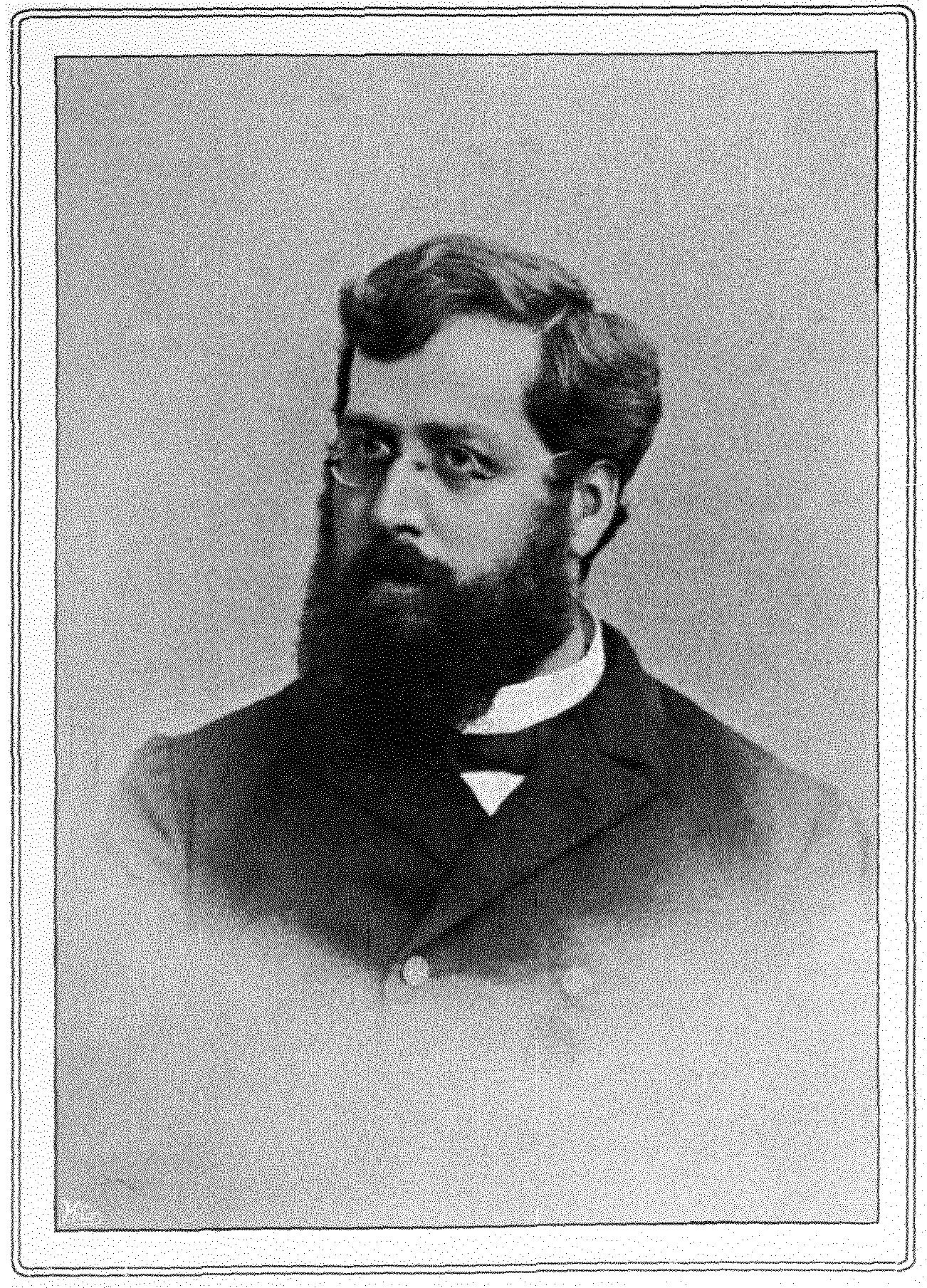
Paul Sutermeister, 1864–1905
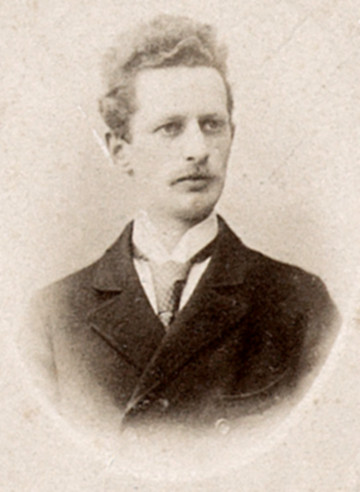
Werner Sutermeister, 1868–1939
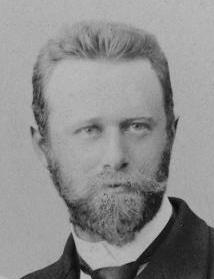
Friedrich Sutermeister, 1873–1934

## Schriften
- Die drei Raben u. a. Schweizer Hausmärchen. Auer Verlag, Donauwörth 1929.
- Das große Rätselbuch: 2000 Original-Rätsel für jung und alt. Schultze, Bern 1903.
- Im Abendgold: Neue Dichtungen 1890.
- Elternzeitung. 1889 bis 1893.
- Gedenkblätter: Neue Lieder und Sprüche. 1886.
- Der Kinderfreund. 1885 bis 1893.
- Der Hausfreund: Schweizerblätter zur Unterhaltung und Belehrung. 1885 bis 1888.
- Für d’Chinderstube. Orell Füssli, Zürich 1885.
- Saftgeschenke. 1883.
- (Hrsg.): Schwyzer-Dütsch: Sammlung deutsch-schweizerischer Mundart-Literatur. Orell Füssli, Zürich (50 Bändchen von 1882 bis 1890).
- Dichten und Lügen. Akademischer Vortrag. 1882.
- Welt und Geist: Alte und neue Tagebuchblätter in Spruchdichtungen. 1881.
- Der Schulmeister im deutschen Sprichwort. 1878.
- Immergrün: Sagen und Parabeln, Lehrsprüche und Rätsel. 1870.
- Kornblumen: Neue Fabeln und Tiermärchen. 1870.
- Die Poesie der Schule. 1870.
- Kinder- und Hausmärchen aus der Schweiz. H. R. Sauerländer, Aarau 1869, doi:10.3931/e-rara-12928 (Volltext – Nachdruck bei Friedrich Reinhard, Basel 1977, ISBN 3-7245-0406-3).
- Die Schweizerischen Sprichwörter der Gegenwart in ausgewählter Sammlung. J. J. Christen, Aarau 1869 (Digitalisat bei Internet Archive).
- Kinder-Hausmärchen aus der Schweiz. 1868.
- Pädagogische Distichen. 1866.
- Leitfaden der Poetik für den Schul- und Selbstunterricht. 1865.
- Litteraturgeschichtliche Charakterbilder aus dem 18. Jahrhundert. 1864.
- Spruchreden für Lehrer, Erzieher und Eltern. 1863.
- Frisch und Fromm: Der Jugend gewidmete, neue Erzählungen, Fabeln, Märchen, Schwänke, Rätsel und Sprüche. 1863.
- Schweizerische Haussprüche: ein Beitrag zur epigrammatischen Volkspoesie aus der Landschaft Zürich. S. Höhr, Zürich 1860 (Digitalisat bei Internet Archive).
- Die Muttersprache in ihrer Bedeutung als das lebendige Wort. 1859.
- Lebensfrüchte. W. Kaiser, Bern. Mindestens drei Auflagen.
- (Hrsg.): Uli der Knecht und Uli der Pächter von Jeremias Gotthelf.
- (Hrsg.): Ein Kind des Volkes. Schweizerisches Lebensbild, aus dem Nachlaß von Jakob Senn. 1888.
- (Hrsg.): Leiden und Freuden eines Schulmeisters von Jeremias Gotthelf. Verlag von F. Bahn, 1901.